# Tricholoma cingulatum
Tricholoma cingulatum (Almfelt, 1830 ex Ernst Jacobasch, 1890) din încrengătura Basidiomycota, în familia Tricholomataceae și de genul Tricholoma este o specie de ciuperci comestibile care coabitează, fiind un simbiont micoriza, formând prin urmare micorize pe rădăcinile arborilor. O denumire populară nu este cunoscută. Buretele regional destul de rar se dezvoltă în România, Basarabia și Bucovina de Nord pe sol acru, la câmpie și deal, în grupuri, chiar și mănunchiuri, în păduri aluviale, mixte umede, prin pășuni și parcuri, preferat sub salcii, dar și sub mesteceni. Timpul apariției este din septembrie până în noiembrie (decembrie).

## Taxonomie

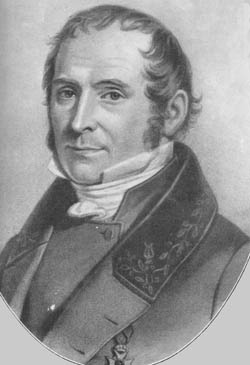
Elias Magnus Fries

În volumul 5 al jurnalului botanic Linnaea din 1830, renumitul savant Elias Magnus Fries a pomenit taxonul Agaricus cingulatus drept nume binomial, determinat de un anumit botanist/micolog cu numele Almfelt, membru unei familii nobile suedeze. Mai mult nu se stie despre Almfeldt. Cu toate acestea, referirea la descrierea acestei specii și stabilirea drept nomen constatatus proprium de către Elias Magnus Fries  în suplementul volumului 3 al trilogiei sale Systema mycologicum din 1832 a condus la recunoașterea științifică a noii specii. Dar în urmare, Fries însuși nu a mai apărut în mod general în lista autorităților binomiale, pentru că transferase specia în acest articol între genurile Lepiota și Armillaria fără precizare. Dar între timp, numele binomial Agaricus cingulatus (Almfelt) Fr. este confirmat (2024).
Apoi, în 1892, botanistul german Ernst Jacobasch (1836-1914) a transferat specia corect la genul Tricholoma sub păstrarea epitetului, de verificat în Verhandlungen des Botanischen Vereins der Provinz Brandenburg, fiind numele curent valabil (2024). Celelalte încercări de redenumire sunt acceptate sinonim, dar nu sunt folosite. 
Numele generic este derivat din cuvintele de limba greacă veche (greacă veche τριχο=păr) și (greacă veche λῶμα=margine, tiv de ex. unei rochii), iar epitetul din cuvântul latin (latină cingere= înconjurat, închis în jur, parcă împrejmuit de o curea), datorită prezenței unui inel la această specie.

## Descriere

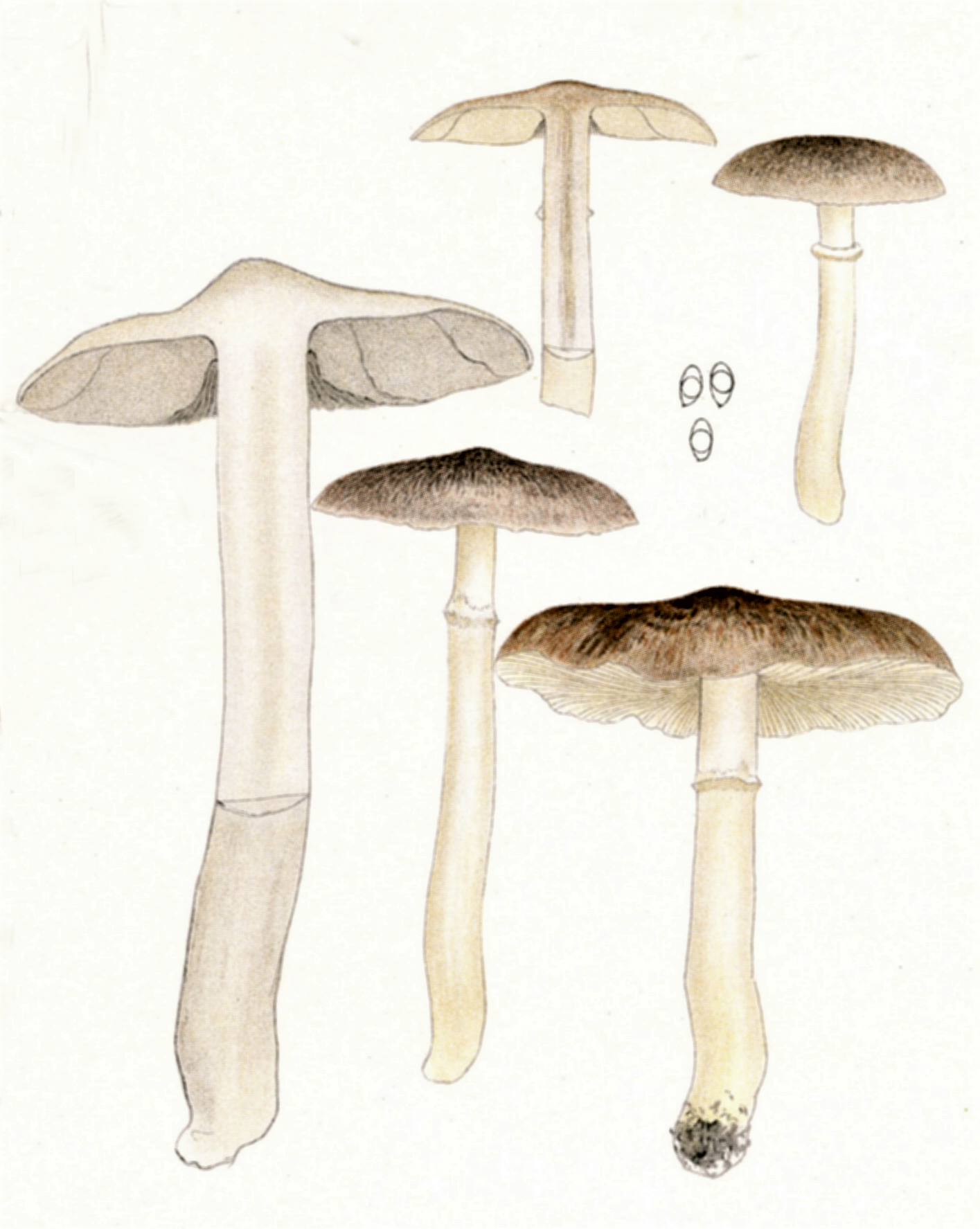
J.E.Lange: Tricholoma cingulatum

- Pălăria: are un diametru de 3-8 (10)cm, este numai puțin cărnoasă, inițial semisferică și învelită în vălul parțial, apoi convexă cu marginea răsucită spre interior, bombată sau cu un gurgui turtit mai mult sau mai puțin evident și în sfârșit aplatizată și adâncită, purtând atunci uneori o cocoașă ascuțită în centru. Suprafața cuticulei este uscată și mată cu solzi fini apăsați sau slab fibros-pâsloasă. Coloritul variază, el poate fi gri-argintiu, palid gri, cenușiu sau gri-brun, spre margine adesea mai deschis.
- Lamelele: sunt nu prea subțiri, ceva distanțate, intercalate, cu muchii netede, la început acoperite de un văl parțial păienjenesc și albicios, bătrâne de obicei ondulate spre picior, fiind aderate bombat la picior (numit: șanț de castel). Coloritul gri-albicios se îngălbenește încet după o leziune precum în vârstă.
- Piciorul: destul de sfărâmicios are o lungime de 5-8cm și o lățime de 0,8-1,2 (1,5)cm, este cilindric, subțiat spre pălărie, cu baza niciodată îngroșată, plin, iar la bătrânețe împăiat sau chiar gol pe dinăuntru. Prezintă, ca una din puține specii ale genului, un inel albui bine dezvoltat și durabil care este pielos până vatos, pe dedesubt slab fibros-solzos. Coaja netedă, uneori cu o structură șerpuită este pe exterior ori albă respectiv gri-albicioasă în total, ori gri-brună de la manșetă în jos.
- Carnea: albă care nu se decolorează evident după tăiere (poate să capete nuanțe gri) este destul de compactă și radial-fibros sfărâmicioasă, având un miros plăcut făinos precum un gust asemănător și blând.[3][4]
- Caracteristici microscopice: are spori netezi, ovoidali până rotunjori, apiculați spre vârf, neamilozi (nu se decolorează cu reactivi de iod) și hialini (translucizi), cu o picătură mare uleioasă în centru, având mărime de 4-5 x 2,5-3,5 microni. Pulberea lor este albă. Basidiile clavate cu fibule poartă 4 sterigme fiecare și măsoară 27-42 x 5,5-7,5 microni.[13][14]

Suprafața pălăriei formată din hife mai mult sau mai puțin plate, de culoare maro închis până la ruginiu în Reactivul lui Melzer au o lățime de 7-16μm. Pigmentația distribuită uniform, nu prezintă încrustări. Caulocistide (cistide situate la suprafața piciorului) deasupra inelului are hife bifurcate, orânduite vertical și în smocuri, cele terminale fiind gros clavate cu pereți hialini, dar clar definiți.
- Reacții chimice: nu sunt cunoscute.[16]

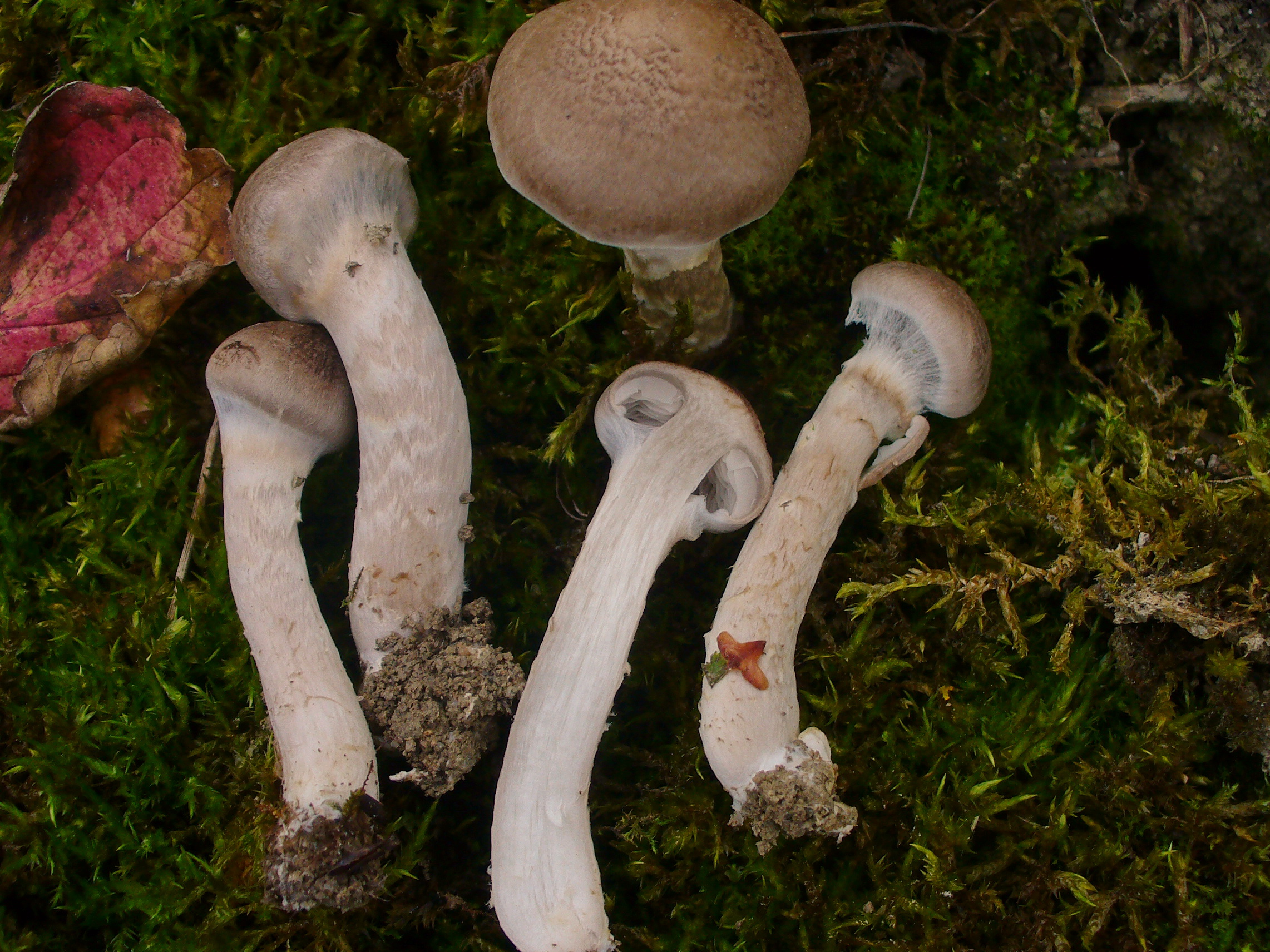
T. cingulatum foarte tineri cu văl parțial + secțiune longitudinală
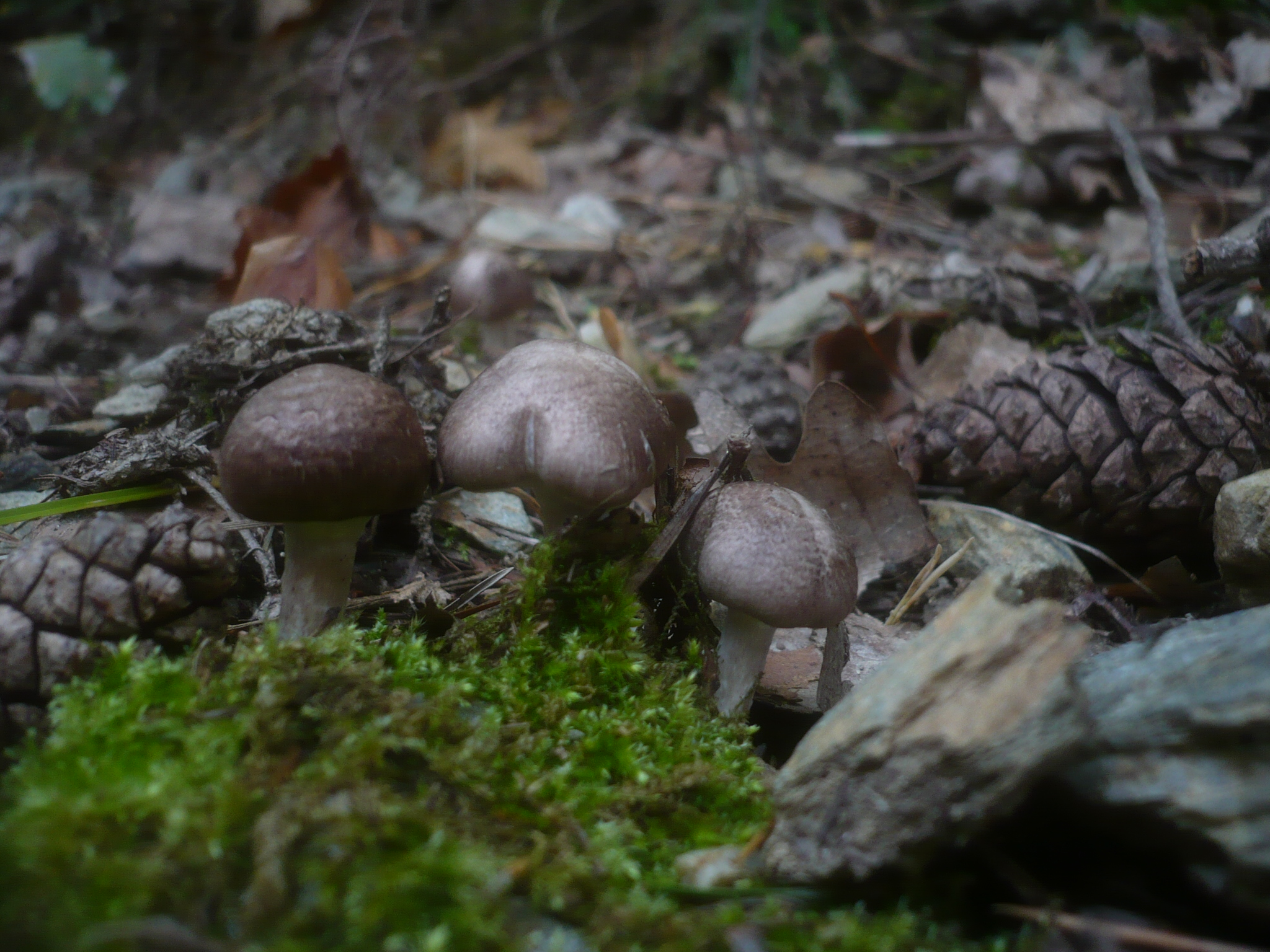
T. cingulatum tineri mai cenușii
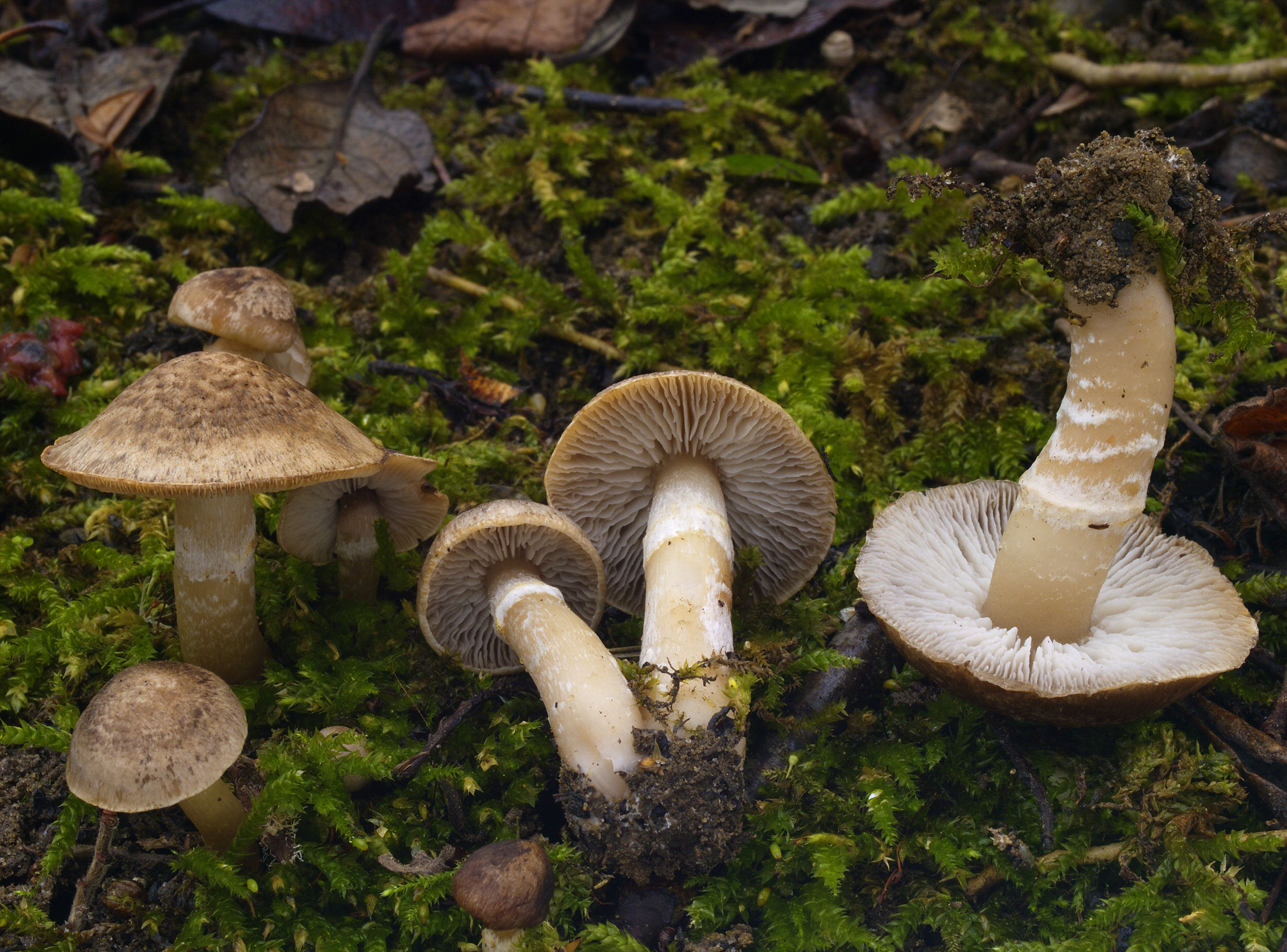
T. cingulatum maturi, pălărie, lamele și picior
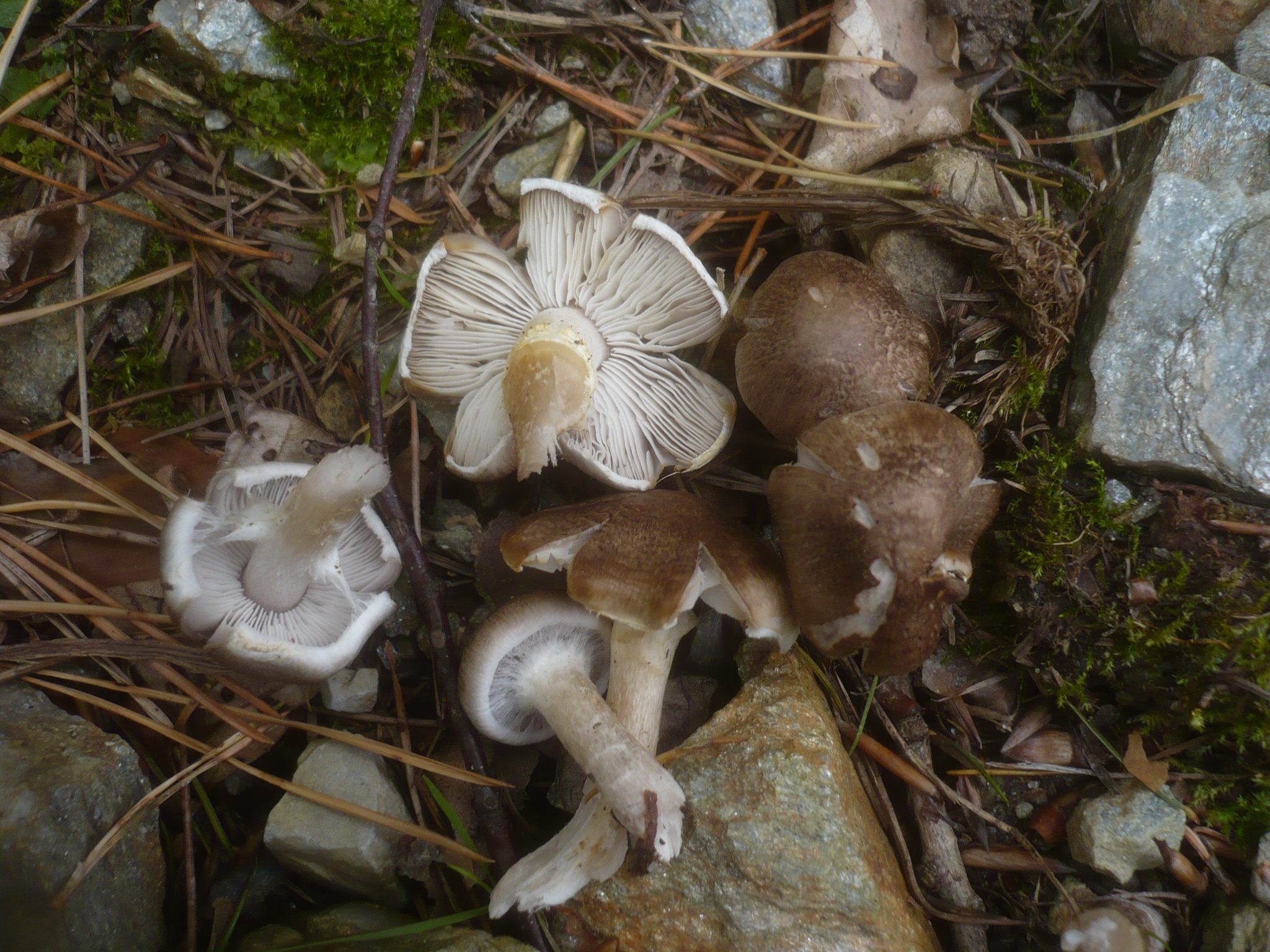
T. cingulatum tineri și bătrâni
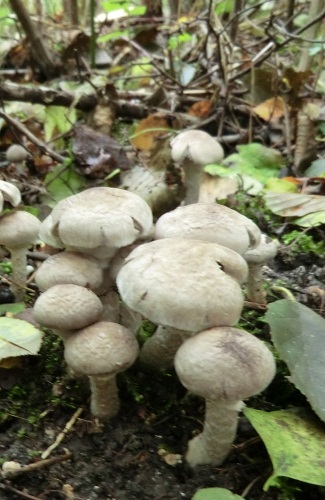
T. cingulatum grup mare

## Confuzii
Acest burete poate fi confundat ușor cu soiuri comestibile, necomestibile și toxice, ca de exemplu Tricholoma acerbum (necomestibil), Tricholoma argyraceum (comestibil), Tricholoma atrosquamosum sin. Tricholoma squarrulosum (comestibil, trăiește în păduri de foioase preferat sub fagi dar și în cele de rășinoase, miros de piper negru, gust făinos), Tricholoma bresadolanum (necomestibil, gust amar, trăiește numai în păduri de foioase sub fagi, foarte rar), Tricholoma caligatum (comestibil), Tricholoma gausapatum (comestibil),  Tricholoma inocybeoides sau Tricholoma argyraceum var. inocybeoides  (comestibil, intră în simbioză cu carpeni, mesteceni sau tei, miros imperceptibil, gust blând), Tricholoma luridum (necomestibil, preferă soluri calcaroase și mai bogate în nutrienți, miros destul de degustător extrem de faină, apare ceva mai devreme și nu se dezvoltă iarna), Tricholoma orirubens (comestibil, trăiește numai în păduri de foioase preferat sub fagi și stejari), Tricholoma pardinum sin. Tricholoma tigrinum (otrăvitor), Tricholoma portentosum (comestibil, savuros), se dezvoltă preponderent sub molizi și pini, respectiv sub plopi tremurători și mesteceni, miros de pepeni, castraveți, ușor de faină și gust blând, ceva făinos, după mestecare ca de pepene sau de stridie), Tricholoma saponaceum (necomestibil), Tricholoma scalpturatum (comestibil), Tricholoma sciodes (necomestibil până toxic, apare numai în păduri de fag pe sol bazic, miros pământos, gust amar și iute, trăiește numai în păduri de foioase preferat sub fagi), Tricholoma terreum (comestibil, savuros), Tricholoma virgatum (otrăvitor) sau Tricholoma vaccinum (necomestibil, ingerat în cantități mai mari toxic, se dezvoltă  în același habitat ca specia descrisă, miros făinos-pământos, gust făinos, amărui și slab iute).

## Specii asemănătoare în imagini

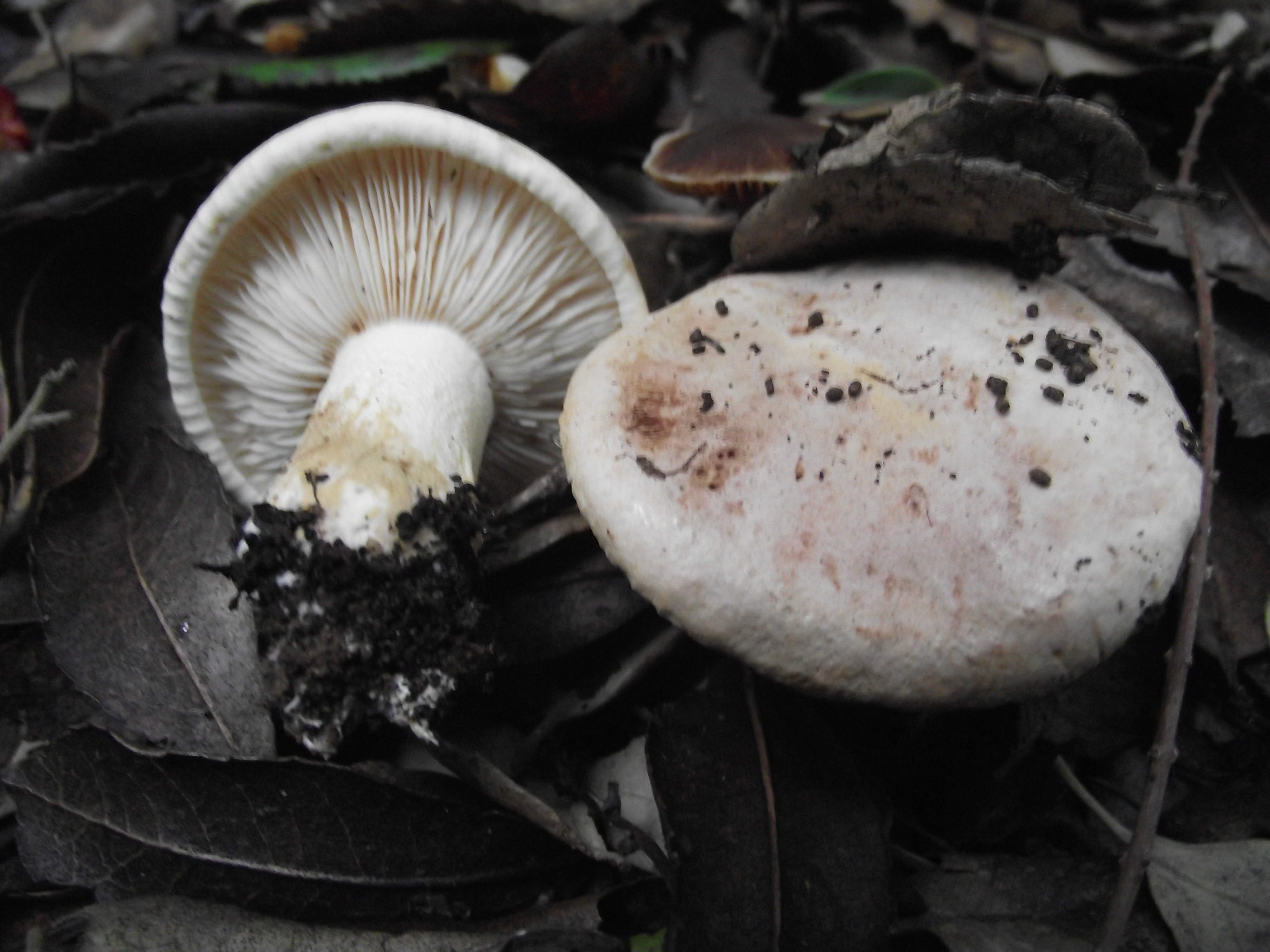
!Tricholoma acerbum!
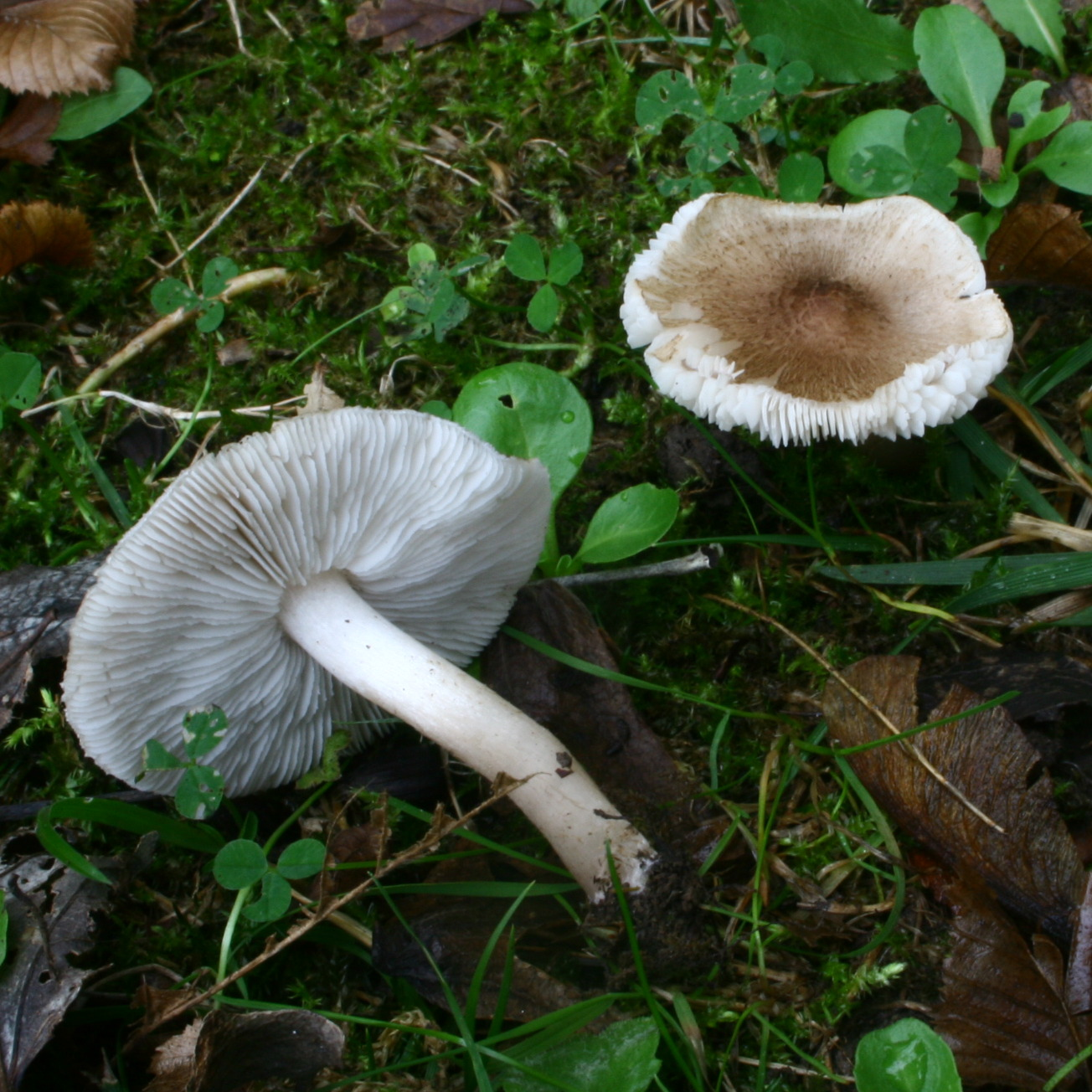
Tricholoma argyraceum
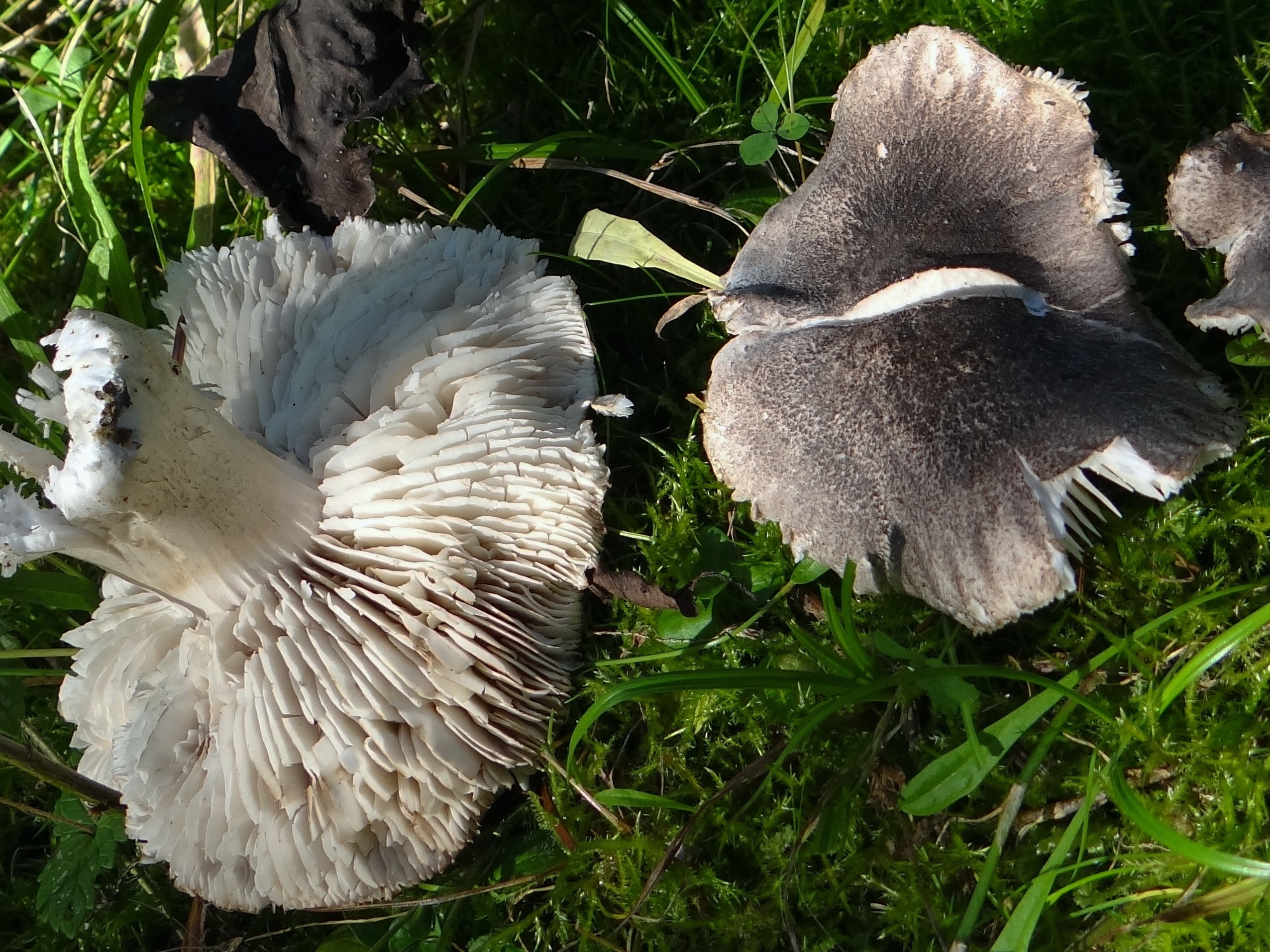
Tricholoma atrosquamosum
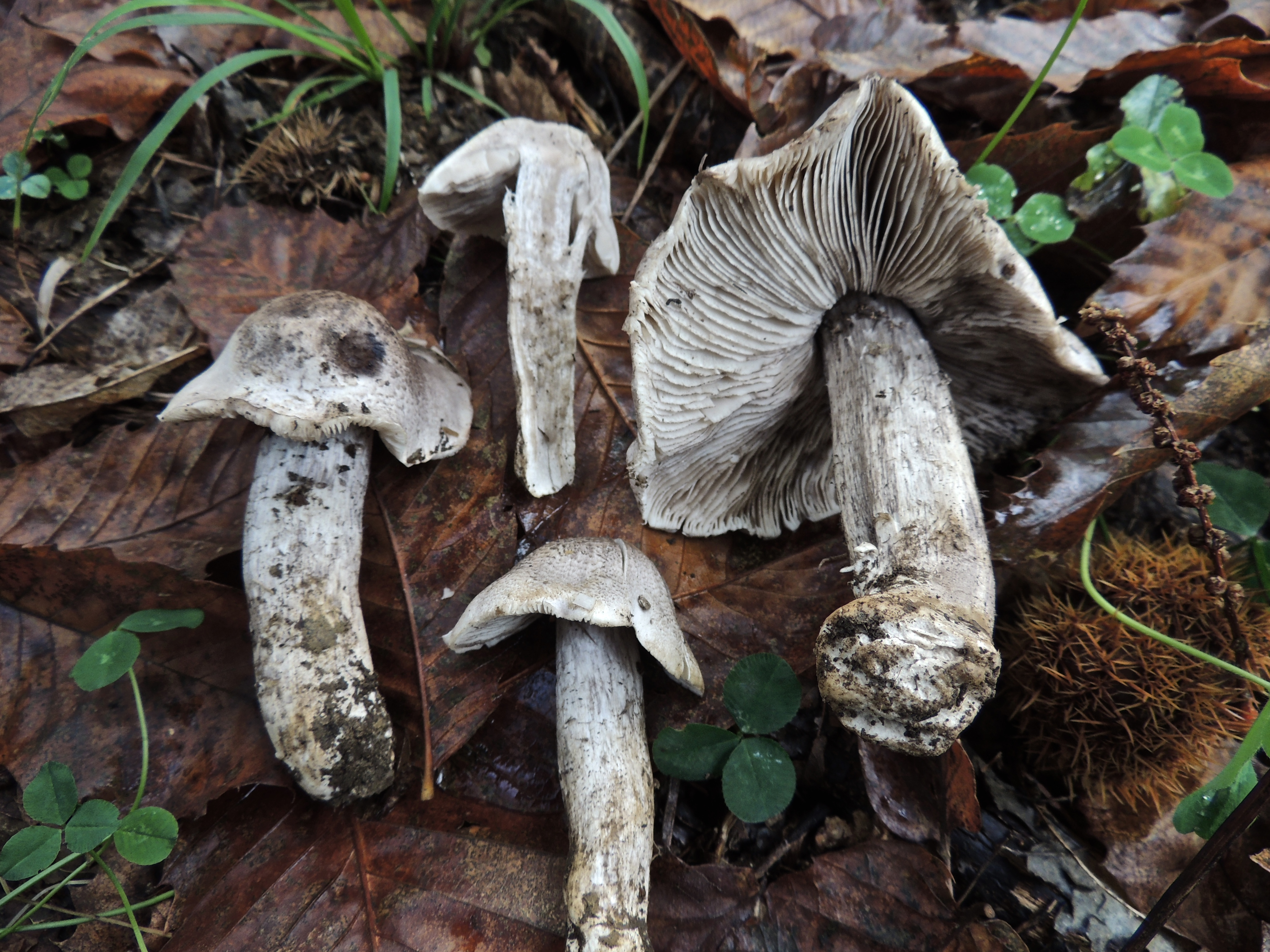
!Tricholoma bresadolanum!
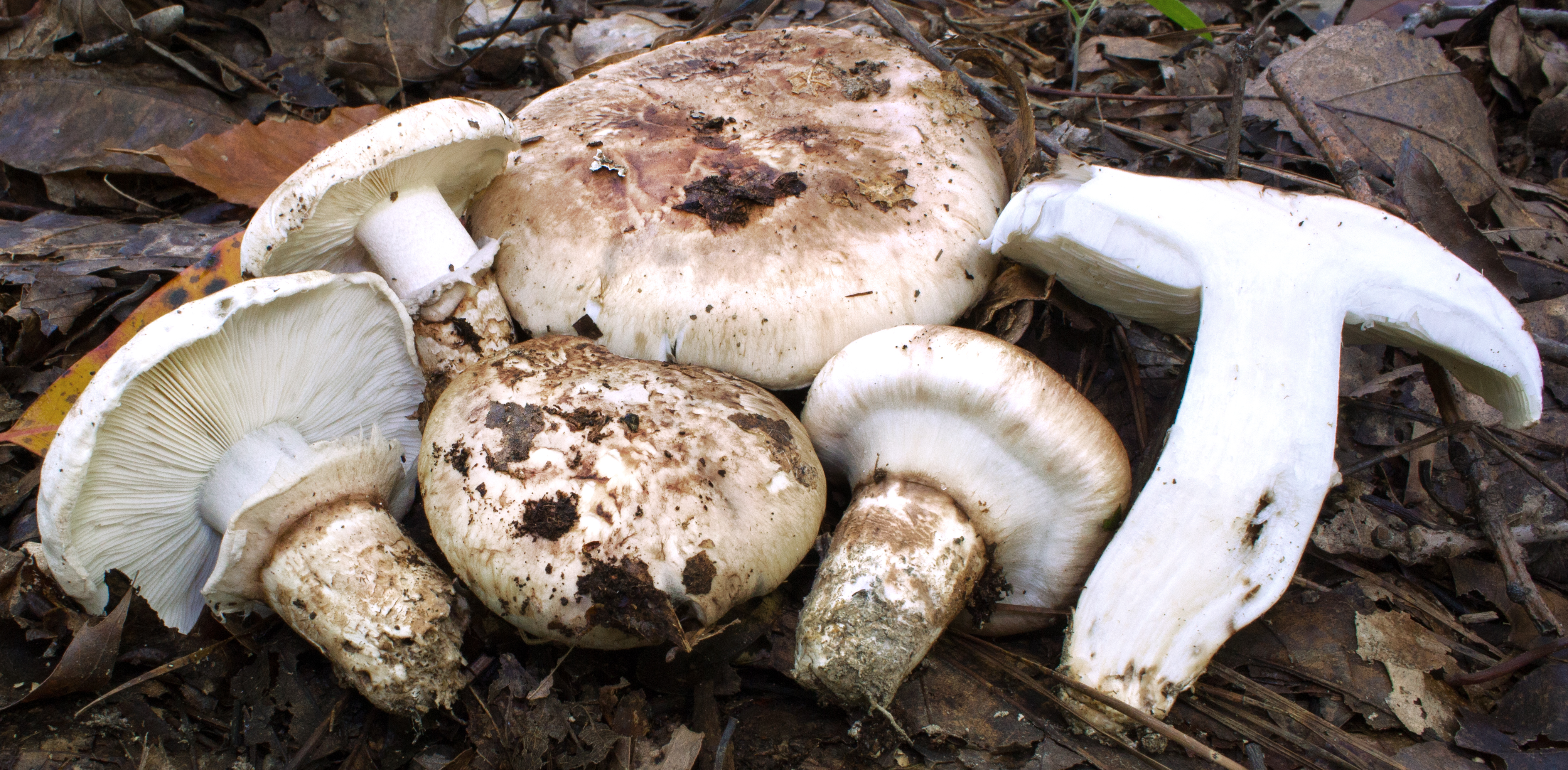
Tricholoma caligatum

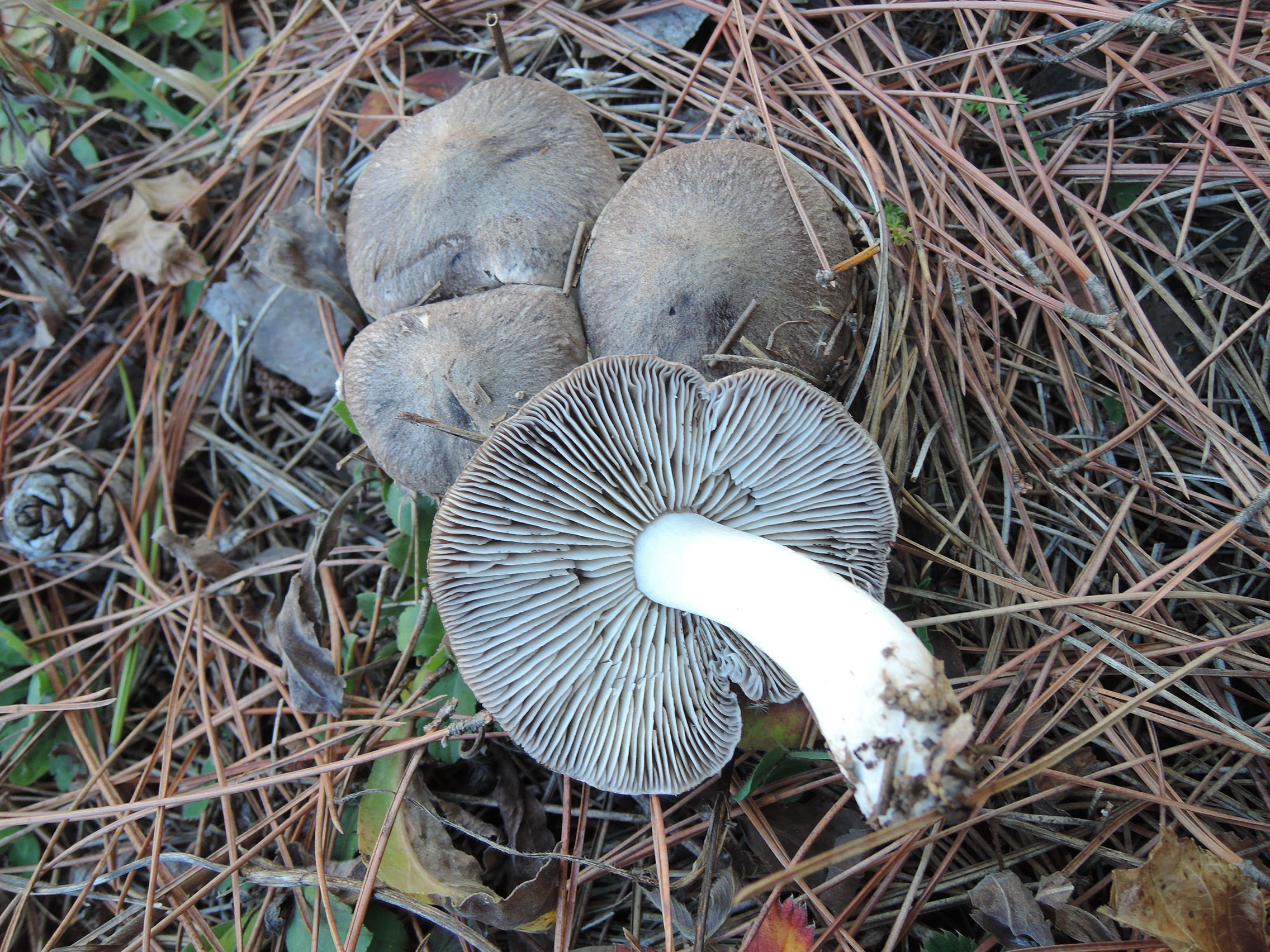
Tricholoma gausapatum
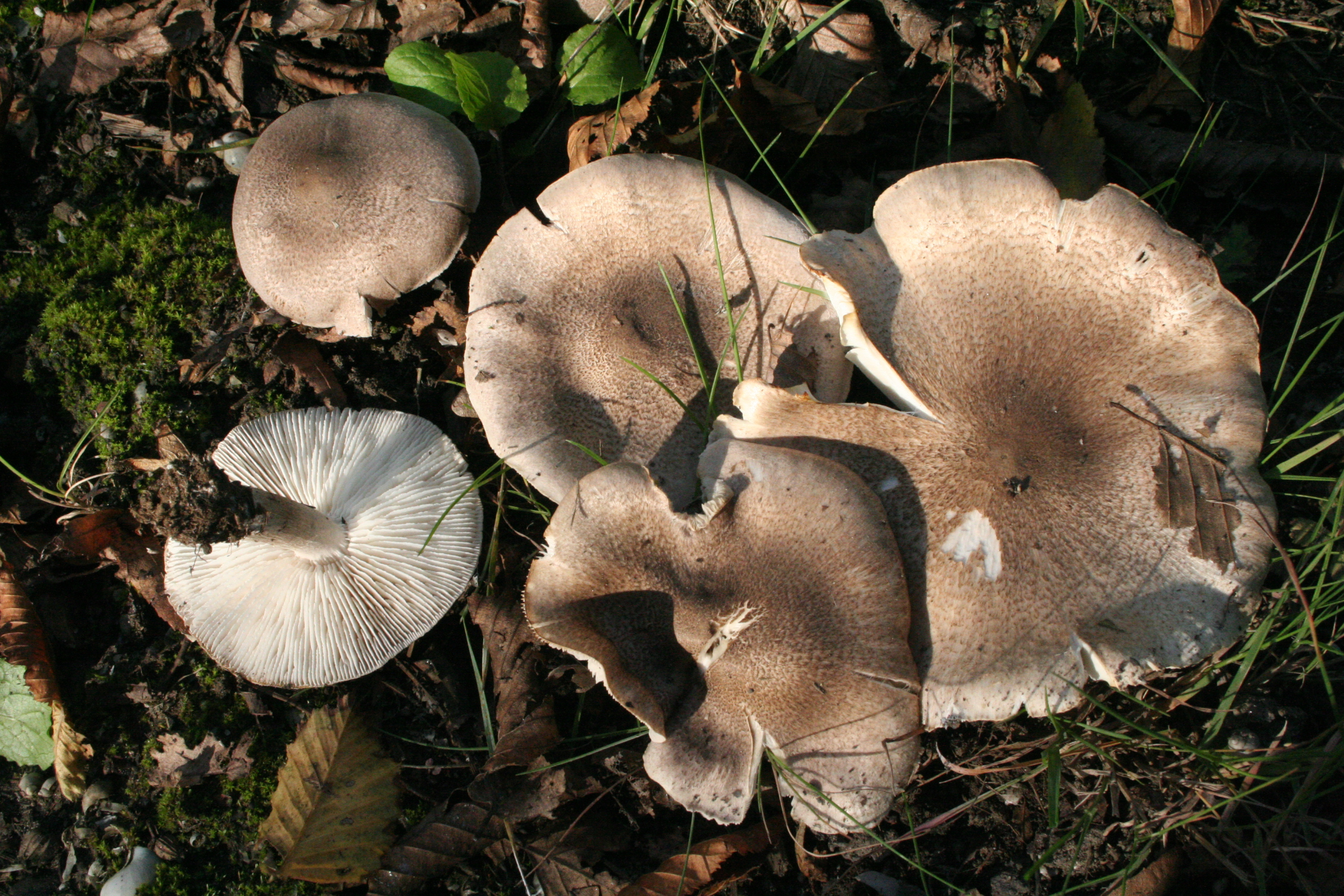
Tricholoma argyraceum sin. scalpturatum
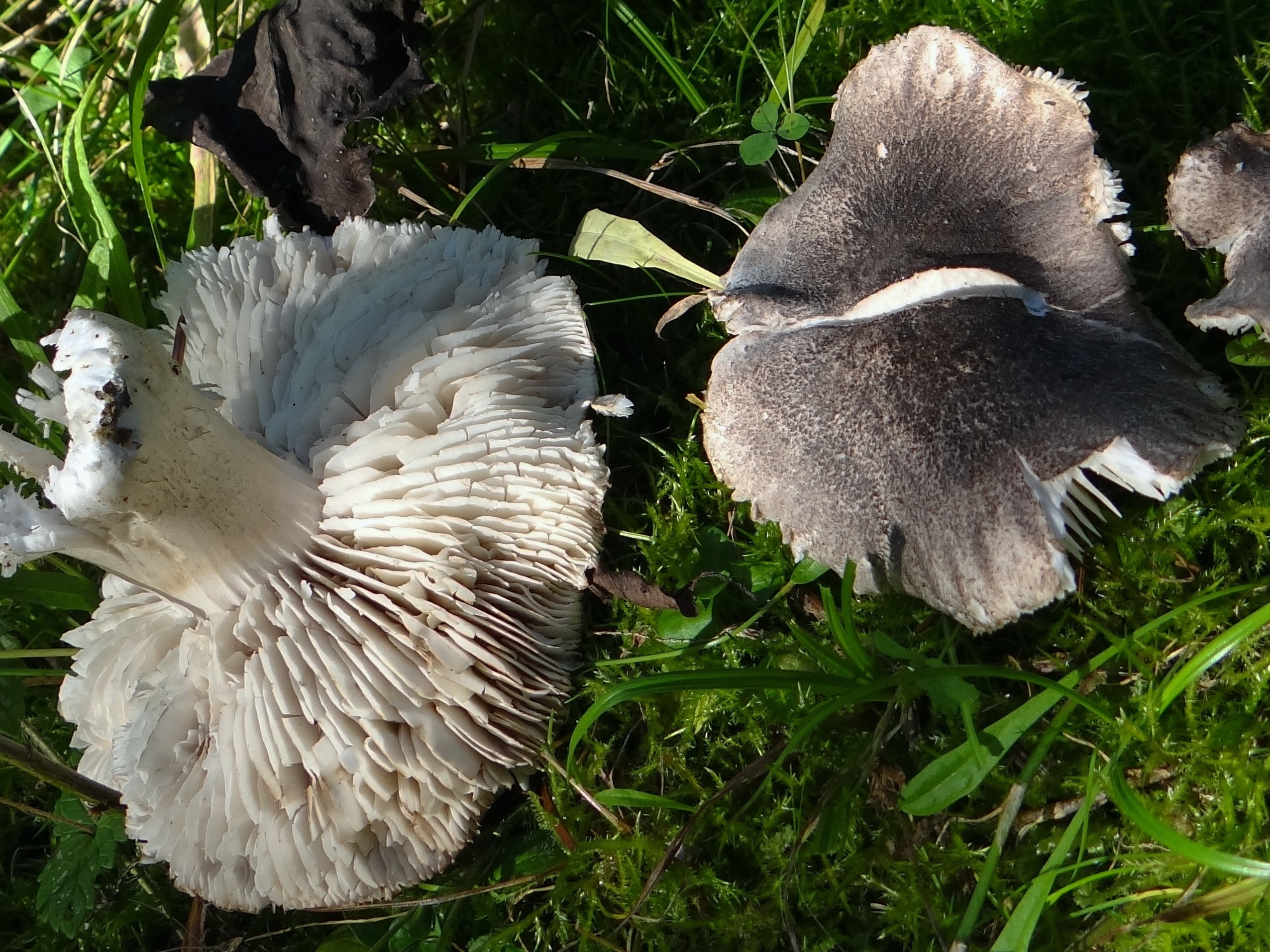
Tricholoma atrosquamosum sin. squarrulosum
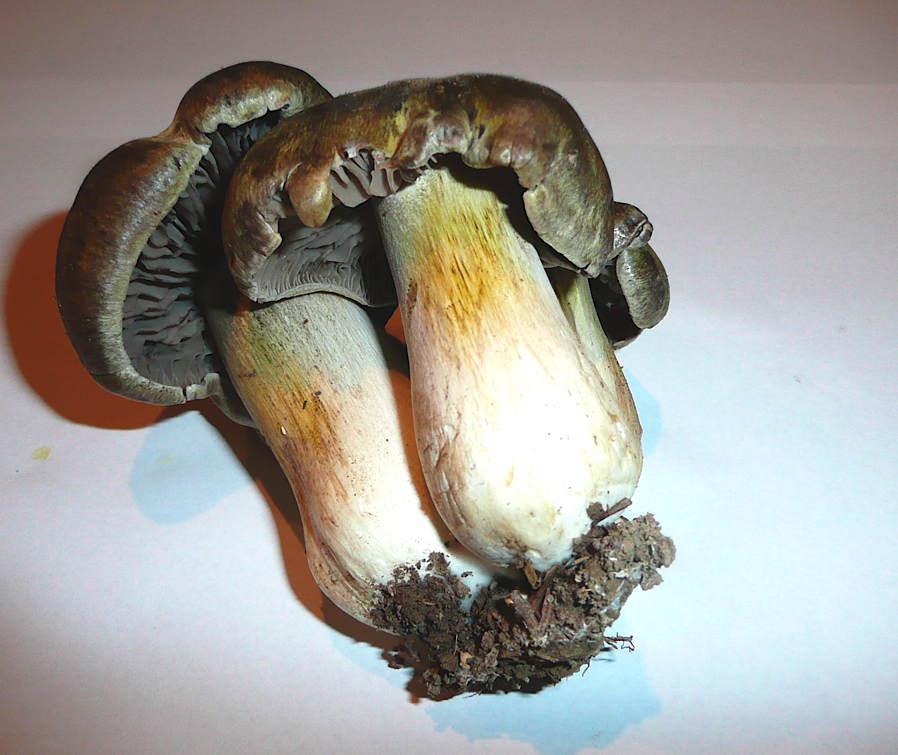
!Tricholoma luridum!
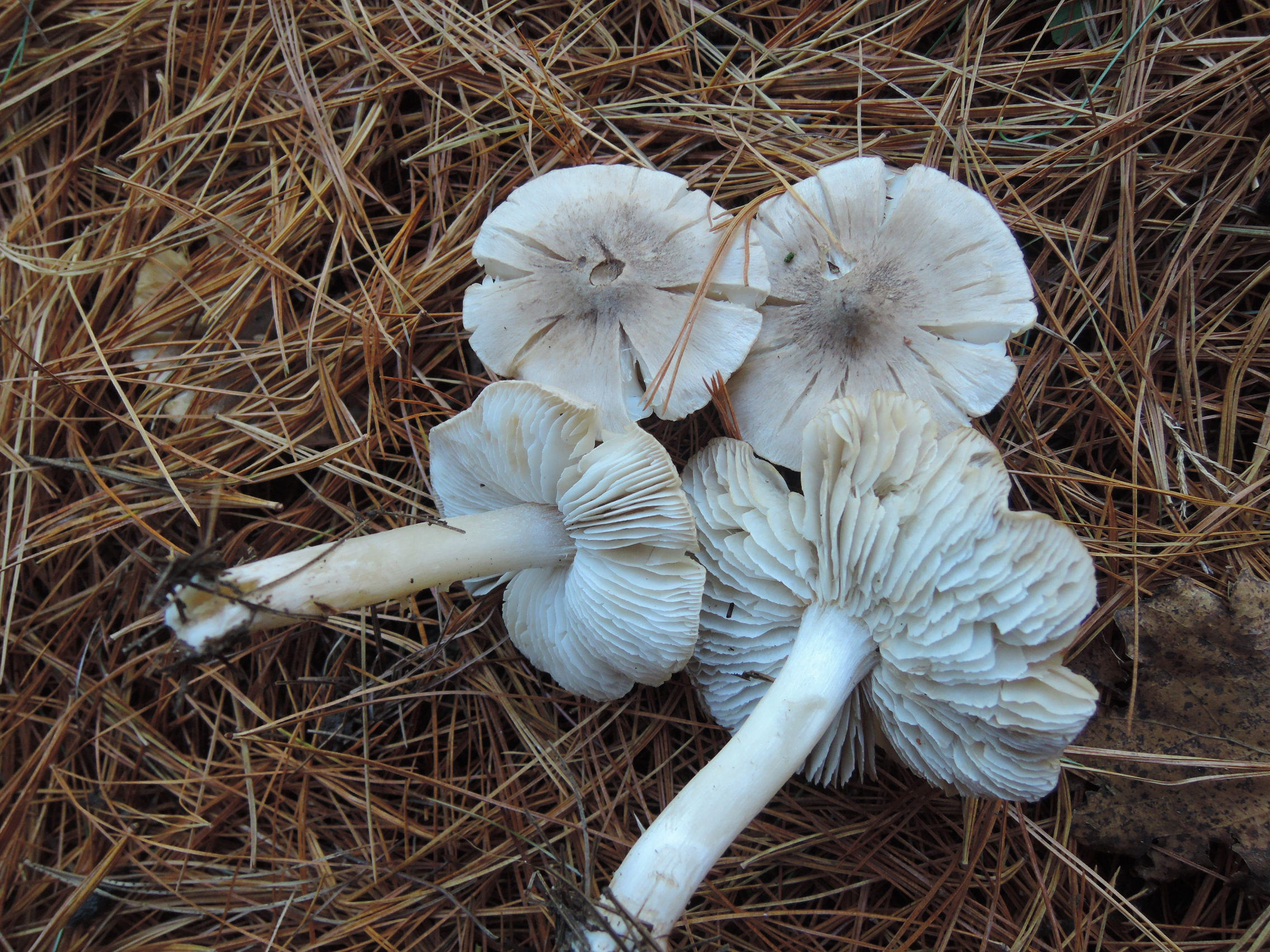
Tricholoma orirubens

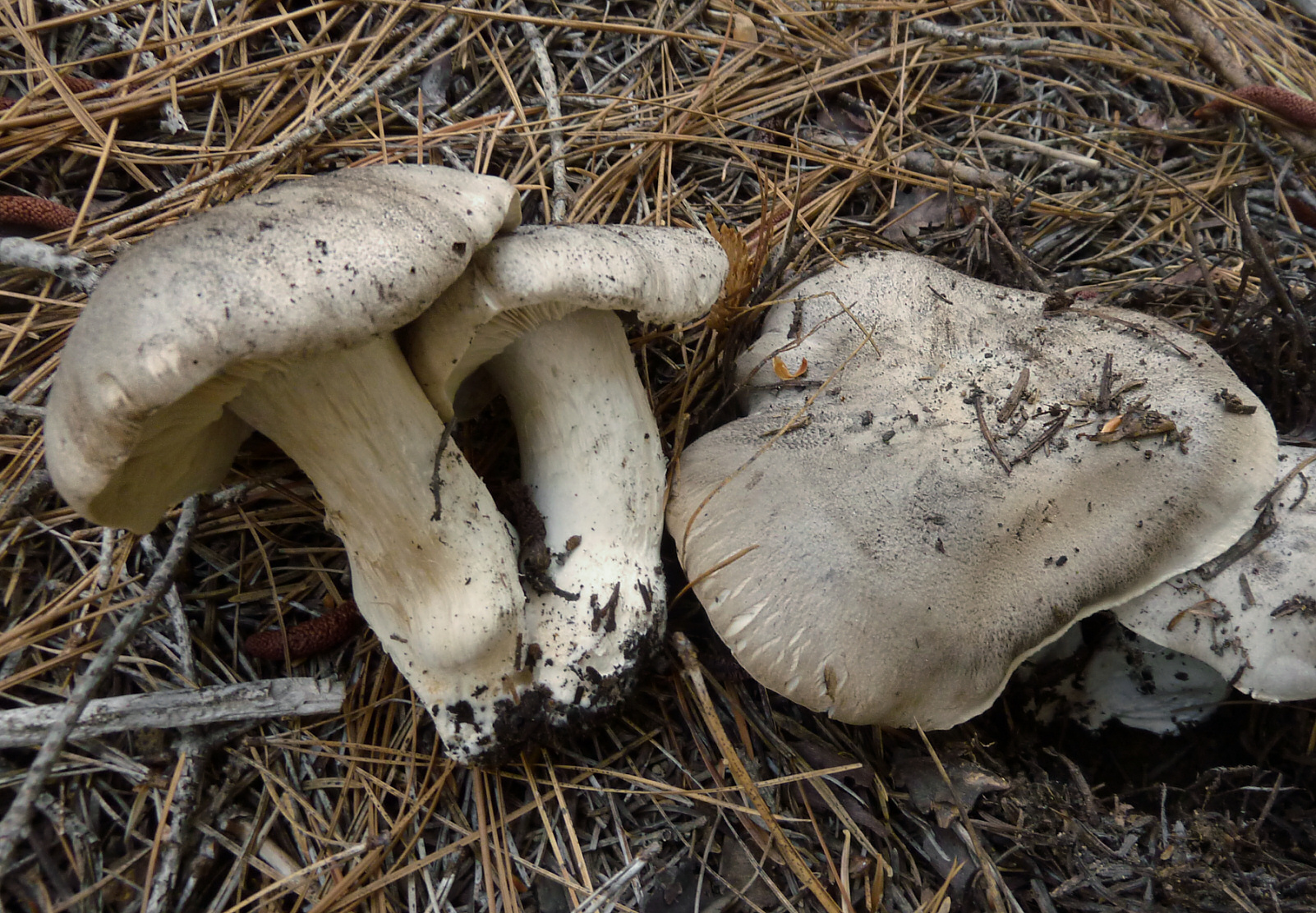
!!Tricholoma pardinum sin. Tricholoma tigrinum!!
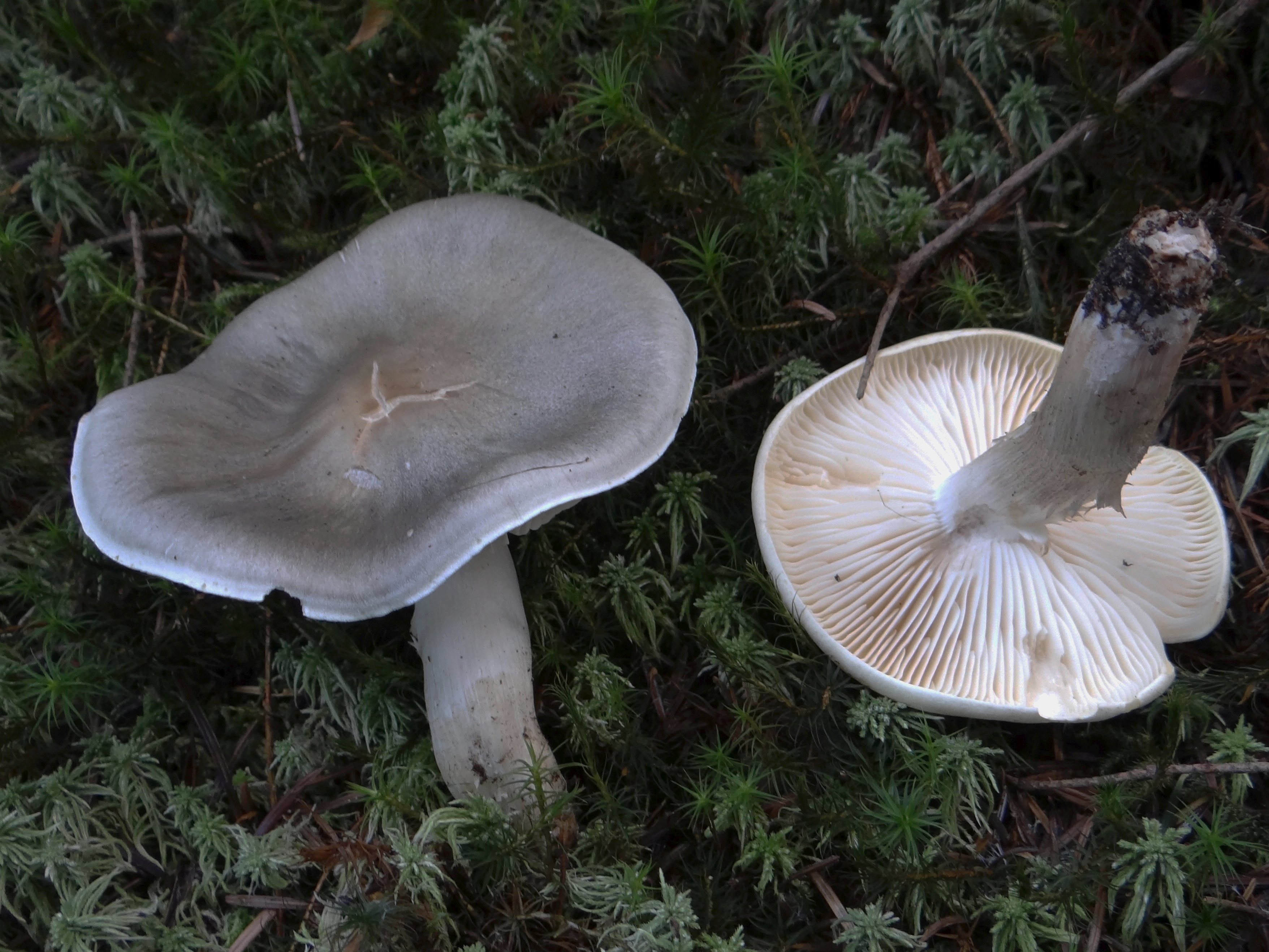
Tricholoma portentosum
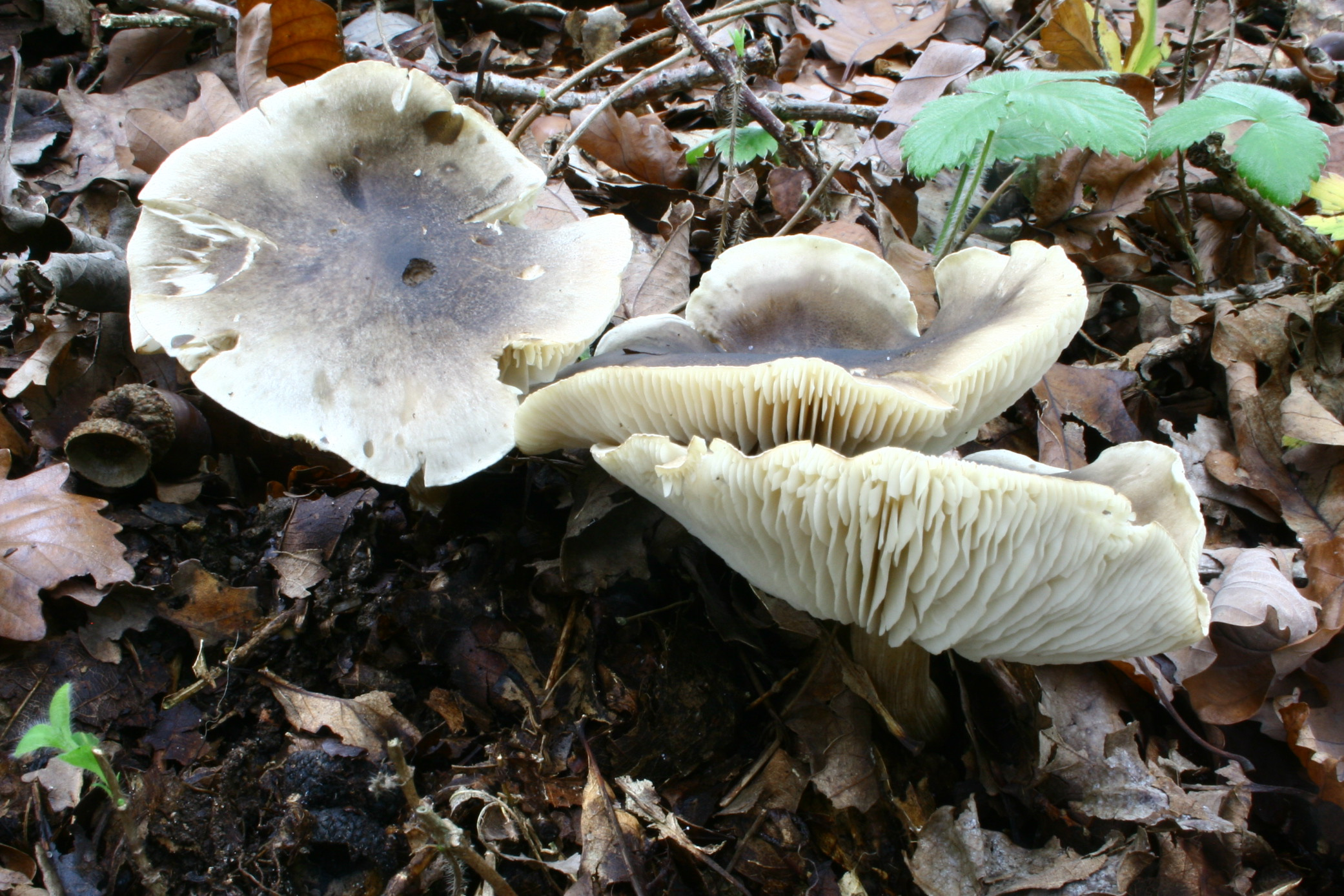
!Tricholoma saponaceum!
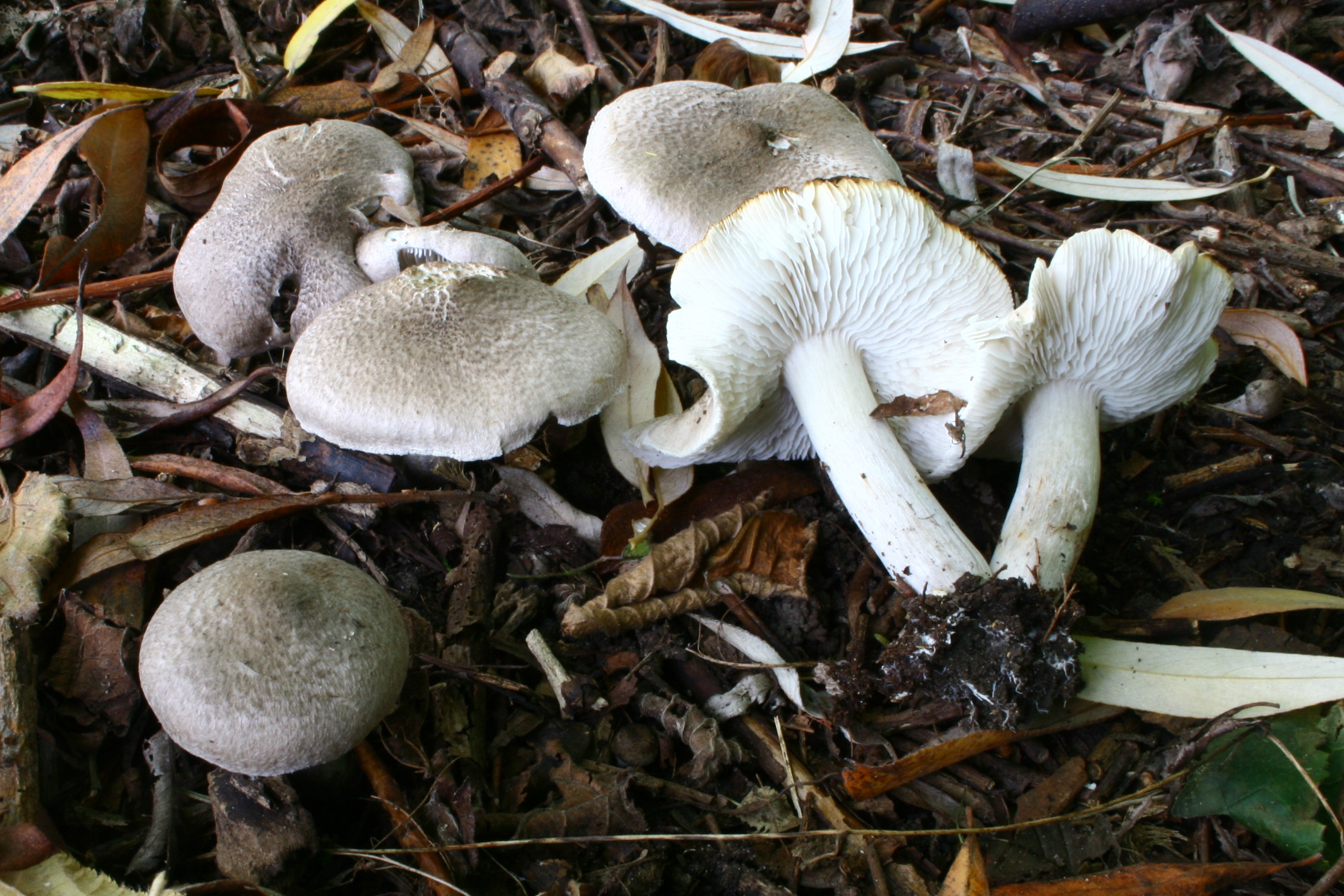
Tricholoma scalpturatum

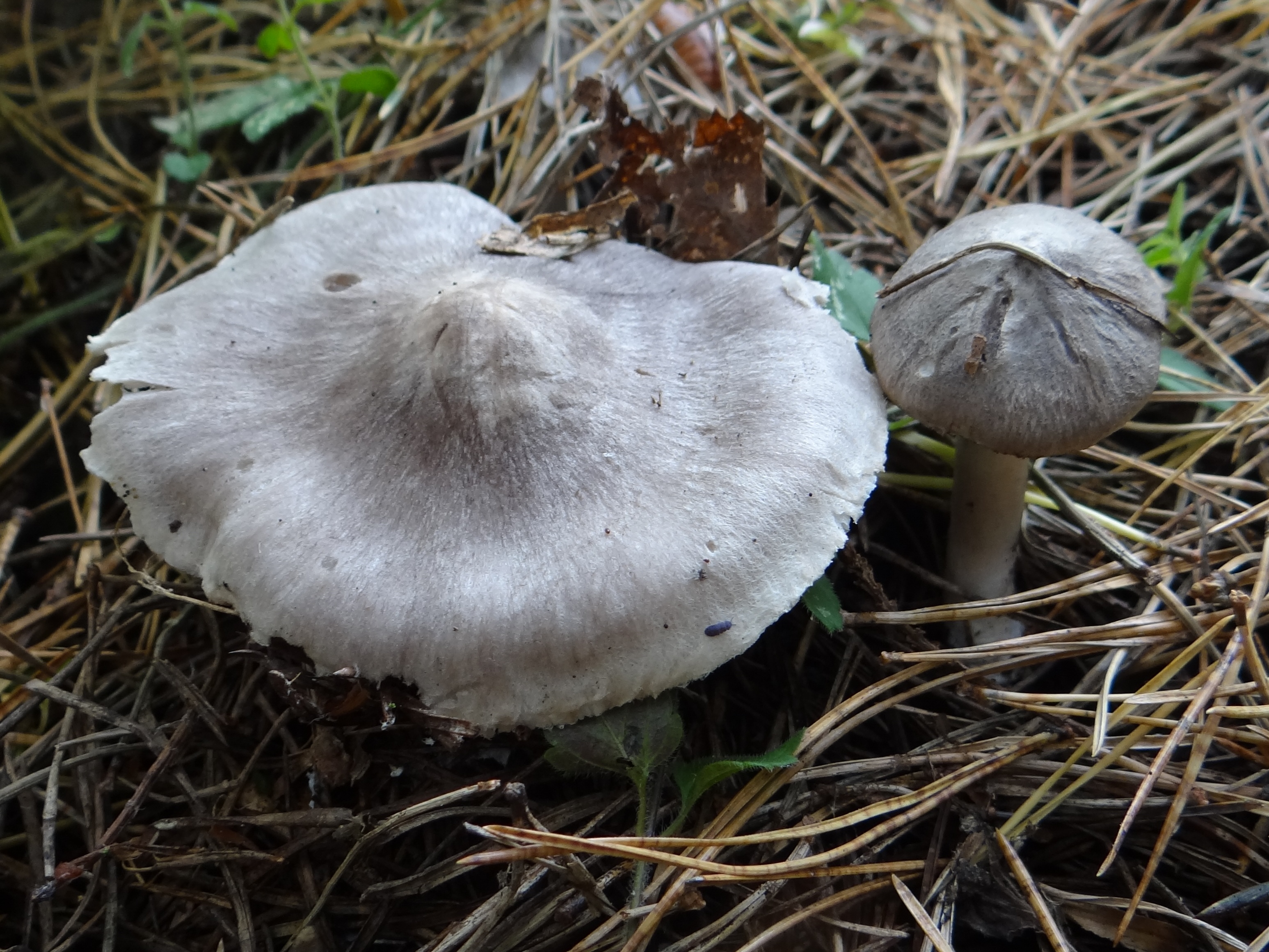
!Tricholoma sciodes!
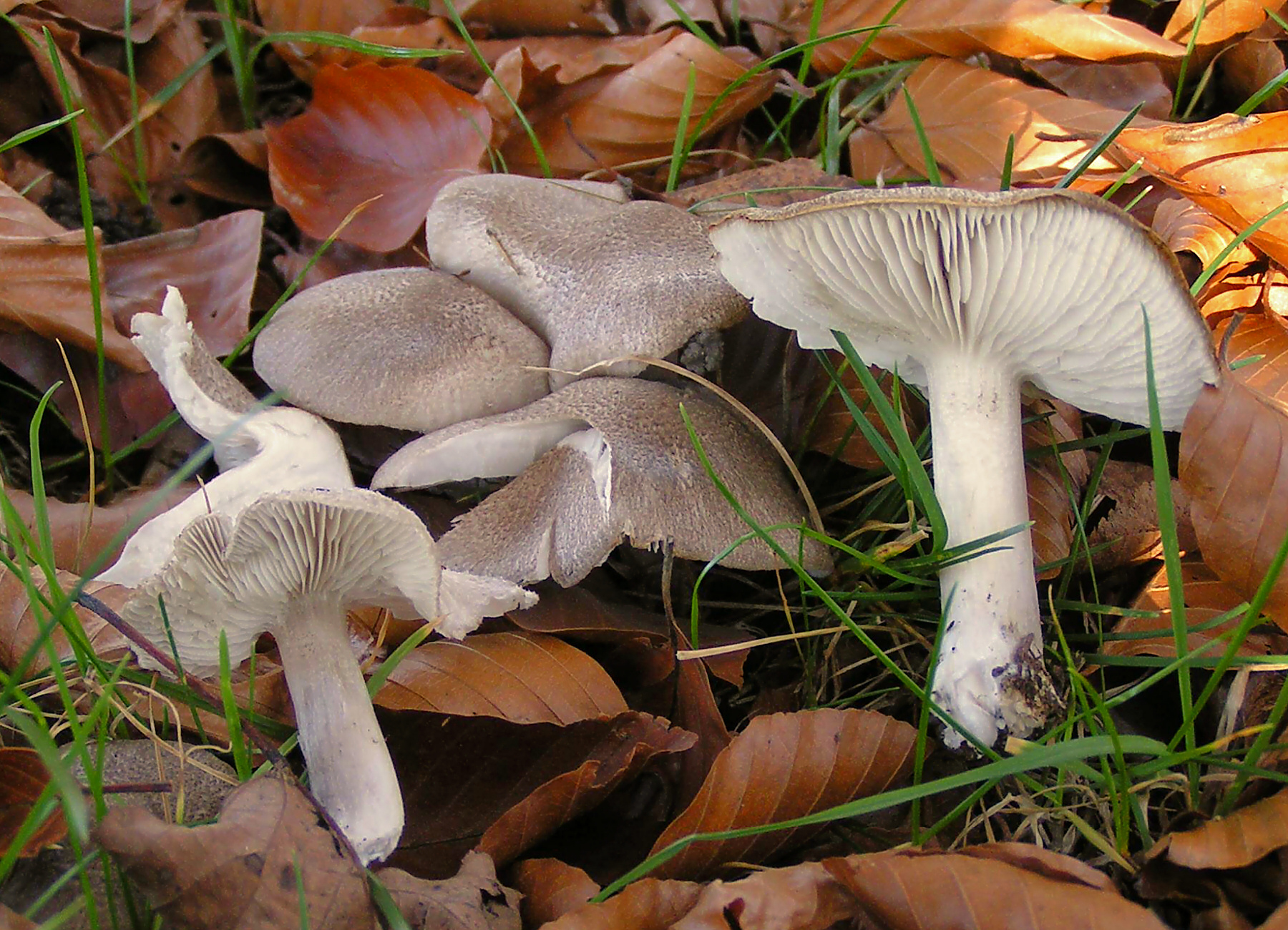
Tricholoma
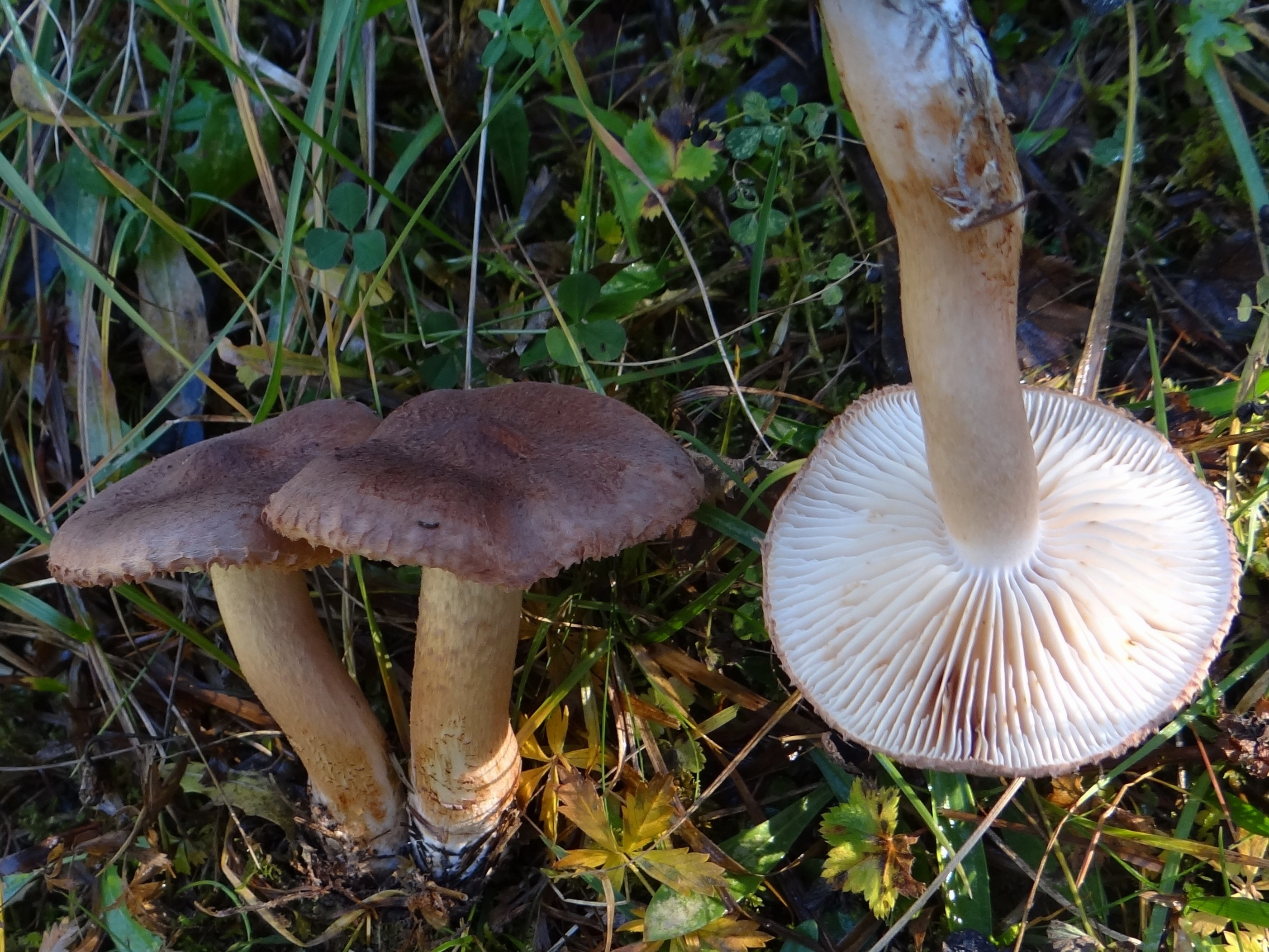
!Tricholoma vaccinum!
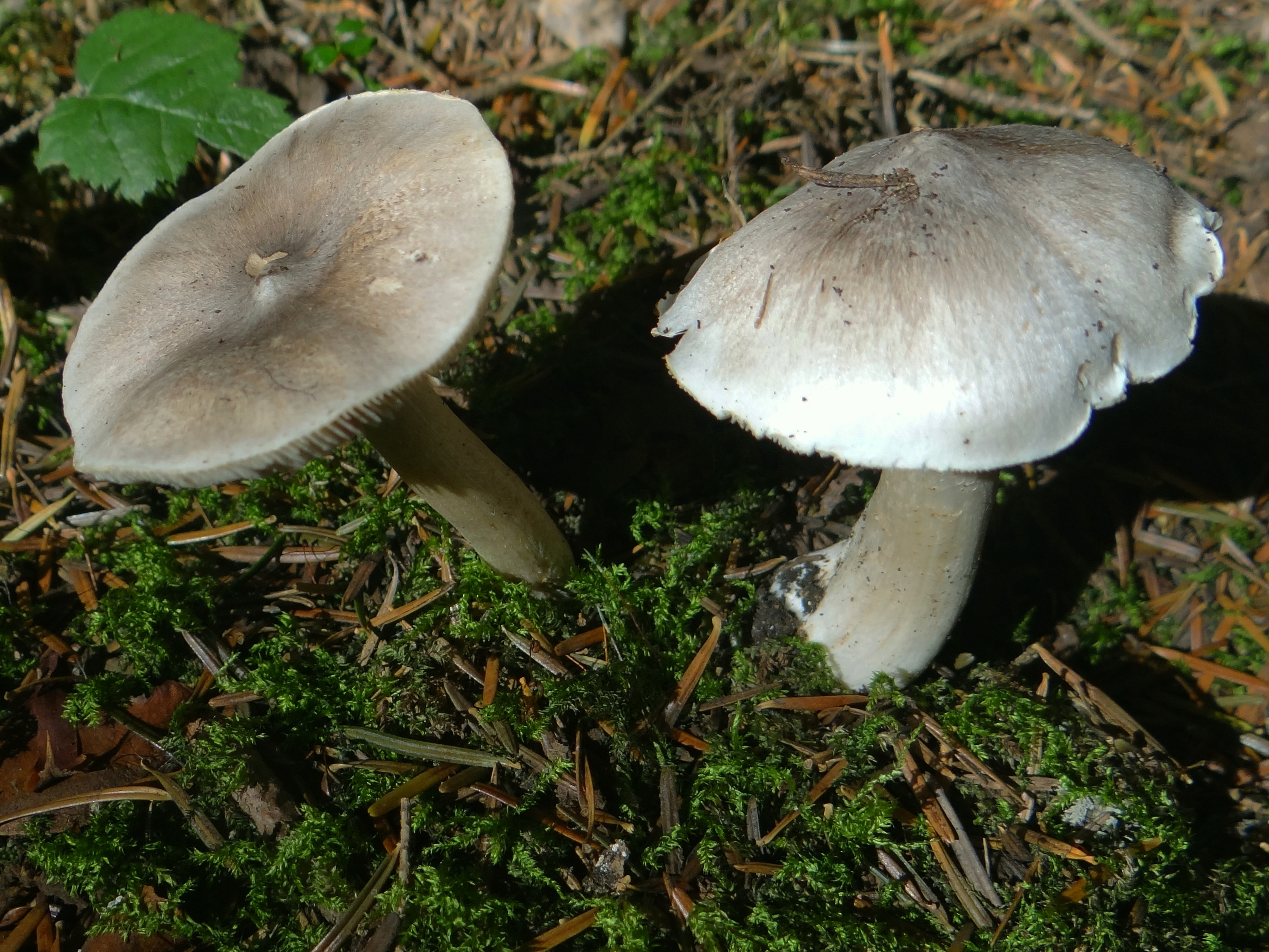
!!Tricholoma virgatum!!

## Valorificare
Acest burete nu este de calitate culinară superioară. Poate fi adăugat împreună cu alte soiuri de exemplu la o mâncare de ciuperci.
| Nu mâncați niciodată bureți de genul Tricholoma iuți și/sau amari (nici după însilozare) pentru că provoacă mereu tulburări gastrointestinale, parțial foarte severe. |